# Korisliiga 2021-22
La temporada 2021-2022 de la Korisliiga fue la edición número 82 de la Korisliiga, el primer nivel de baloncesto en Finlandia. La temporada regular cuádruple comenzó el 2 de octubre de 2021 y las finales se disputaron en mayo de 2022. El campeón fue el Kauhajoen Karhu, que lograba así su tercer título.

## Formato
Los doce equipos jugarán dos veces contra cada uno de los otros equipos por un total de 22 partidos. Luego la liga se divide en dos grupos (uno con los primeros 6 equipos y el otro con los últimos 6 equipos) y cada equipo juega dos partidos contra cada uno de los equipos del mismo grupo (para un total de 10 partidos). Los seis equipos del primer grupo y los dos mejores del segundo grupo se unirían a los playoffs. El último equipo descenderá directamente.

## Equipos
Ura Basket no solicitó una licencia en serie para la Korisliiga de la temporada 2021-2022, y formará parte de la División I B, de la cual ascendió el Bisons Loimaa.
| Equipo               | Ciudad       | Pabellón                   |
| -------------------- | ------------ | -------------------------- |
| Helsinki Seagulls    | Helsinki     | Töölö Sports Hall          |
| Kataja               | Joensuu      | LähiTapiola Areena         |
| Karhu                | Kauhajoki    | Kauhajoen Yhteiskoulu      |
| Kobrat               | Lapua        | Lapuan Urheilutalo         |
| Korihait             | Uusikaupunki | Pohitullin Sports Hall     |
| Kouvot               | Kouvola      | Mansikka-Ahon Urheiluhalli |
| KTP                  | Kotka        | Steveco-Areena             |
| Lahti                | Lahti        | Energia Areena             |
| Nokia                | Nokia        | Nokian Palloiluhalli       |
| Pyrintö              | Tampere      | Pyynikin Palloiluhalli     |
| Salon Vilpas         | Salo         | Salohalli                  |
| LoKoKo Bisons Loimaa | Loimaa       | Loimaan liikuntahalli      |

## Temporada regular

### Clasificación
Actualizado: 12 de febrero de 2022
| Pos. | Equipo            | PJ | G  | P  | PF   | PC   | DP   | Pts |                        |
| ---- | ----------------- | -- | -- | -- | ---- | ---- | ---- | --- | ---------------------- |
| 1    | Karhu             | 22 | 20 | 2  | 1947 | 1552 | +395 | 40  | Pasan a Grupo Superior |
| 2    | Kouvot            | 22 | 16 | 6  | 1989 | 1832 | +157 | 32  | Pasan a Grupo Superior |
| 3    | Helsinki Seagulls | 22 | 15 | 7  | 1840 | 1701 | +139 | 30  | Pasan a Grupo Superior |
| 4    | KTP               | 22 | 13 | 9  | 1906 | 1811 | +95  | 26  | Pasan a Grupo Superior |
| 5    | Pyrintö           | 22 | 12 | 10 | 1976 | 1953 | +23  | 24  | Pasan a Grupo Superior |
| 6    | Salon Vilpas      | 22 | 12 | 10 | 1995 | 1865 | +130 | 24  | Pasan a Grupo Superior |
| 7    | Nokia             | 22 | 11 | 11 | 1773 | 1807 | −34  | 22  | Pasan a Grupo Inferior |
| 8    | Kataja            | 22 | 10 | 12 | 1771 | 1811 | −40  | 20  | Pasan a Grupo Inferior |
| 9    | Lahti             | 22 | 8  | 14 | 1832 | 2003 | −171 | 16  | Pasan a Grupo Inferior |
| 10   | Kobrat            | 22 | 7  | 15 | 1789 | 1871 | −82  | 14  | Pasan a Grupo Inferior |
| 11   | Bisons Loimaa     | 22 | 5  | 17 | 1587 | 1828 | −241 | 10  | Pasan a Grupo Inferior |
| 12   | Korihait          | 22 | 3  | 19 | 1589 | 1991 | −402 | 6   | Pasan a Grupo Inferior |

 Fuente: Korisliiga

### Resultados
| Local \ Visitante | BIS    | HEL    | KAT    | KAU    | KOB    | KOR    | KOU     | KTP   | LAH    | NOK    | PYR     | VIL     |
| ----------------- | ------ | ------ | ------ | ------ | ------ | ------ | ------- | ----- | ------ | ------ | ------- | ------- |
| Bisons Loimaa     | —      | 76–82  | 53–77  | 71–79  | 64–72  | 79–90  | 68–102  | 60–77 | 88–75  | 71–64  | 80–65   | 70–80   |
| Helsinki Seagulls | 83–71  | —      | 85–71  | 84–75  | 67–79  | 88–71  | 97–90   | 97–89 | 87–81  | 54–59  | 76–79   | 85–79   |
| Joensuun Kataja   | 82–74  | 78–64  | —      | 78–106 | 70–64  | 103–76 | 85–89   | 72–82 | 84–74  | 83–74  | 101–106 | 74–95   |
| Karhu Basket      | 83–62  | 96–76  | 92–67  | —      | 91–73  | 89–37  | 101–82  | 92–73 | 111–64 | 91–62  | 105–84  | 99–85   |
| Kobra-Basket      | 71–78  | 80–84  | 91–84  | 55–72  | —      | 96–67  | 107–82  | 79–80 | 84–91  | 62–85  | 93–91   | 88–104  |
| UU-Korihait       | 53–73  | 70–96  | 79–87  | 54–79  | 83–95  | —      | 76–78   | 77–99 | 86–62  | 72–77  | 88–81   | 68–101  |
| Kouvot Basket     | 99–72  | 83–78  | 105–94 | 75–79  | 99–62  | 103–80 | —       | 89–80 | 114–88 | 110–79 | 95–103  | 99–87   |
| KTP-Basket        | 96–88  | 96–80  | 57–86  | 64–83  | 92–86  | 103–63 | 93–117  | —     | 103–77 | 87–59  | 87–77   | 104–113 |
| Lahti             | 89–86  | 60–85  | 84–80  | 70–83  | 96–84  | 114–67 | 103–106 | 69–97 | —      | 99–103 | 85–94   | 97–95   |
| BC Nokia          | 101–62 | 65–92  | 73–75  | 75–82  | 95–91  | 94–72  | 77–83   | 88–86 | 75–76  | —      | 92–80   | 100–97  |
| Pyrintö           | 104–69 | 72–115 | 104–72 | 85–94  | 100–90 | 96–90  | 98–104  | 78–75 | 90–100 | 101–89 | —       | 107–79  |
| Salon Vilpas      | 104–72 | 81–85  | 84–68  | 76–65  | 96–87  | 98–70  | 104–95  | 81–86 | 101–78 | 81–87  | 74–81   | —       |

## Grupo Superior

### Clasificación
| Pos. | Equipo            | PJ | G  | P  | PF   | PC   | DP   | Pts | Clasificación o descenso |
| ---- | ----------------- | -- | -- | -- | ---- | ---- | ---- | --- | ------------------------ |
| 1    | Karhu Basket      | 32 | 25 | 7  | 2666 | 2294 | +372 | 57  | Advance to Playoffs      |
| 2    | Kouvot Basket     | 32 | 21 | 11 | 3020 | 2833 | +187 | 53  | Advance to Playoffs      |
| 3    | Salon Vilpas      | 32 | 20 | 12 | 2882 | 2680 | +202 | 52  | Advance to Playoffs      |
| 4    | Helsinki Seagulls | 32 | 19 | 13 | 2720 | 2568 | +152 | 51  | Advance to Playoffs      |
| 5    | KTP-Basket        | 32 | 18 | 14 | 2696 | 2627 | +69  | 50  | Advance to Playoffs      |
| 6    | Pyrintö           | 32 | 15 | 17 | 2779 | 2791 | −12  | 47  | Advance to Playoffs      |

 Fuente: Korisliiga

### Resultados
| Local \ Visitante | HEL    | KAU   | KOU    | KTP    | PYR    | VIL    |
| ----------------- | ------ | ----- | ------ | ------ | ------ | ------ |
| Helsinki Seagulls | —      | 72–82 | 85–90  | 95–71  | 97–80  | 84–85  |
| Karhu Basket      | 101–98 | —     | 113–92 | 107–69 | 0–40   | 76–88  |
| Kouvot Basket     | 89–94  | 80–77 | —      | 106–74 | 120–83 | 84–95  |
| KTP-Basket        | 85–78  | 40–0  | 103–85 | —      | 90–75  | 88–101 |
| Pyrintö           | 104–90 | 77–82 | 110–86 | 84–94  | —      | 60–80  |
| Salon Vilpas      | 80–87  | 86–81 | 88–89  | 85–76  | 99–90  | —      |

## Grupo inferior

### Clasificación
| Pos. | Equipo          | PJ | G  | P  | PF   | PC   | DP   | Pts | Clasificación o descenso           |
| ---- | --------------- | -- | -- | -- | ---- | ---- | ---- | --- | ---------------------------------- |
| 1    | Joensuun Kataja | 32 | 15 | 17 | 2496 | 2536 | −40  | 47  | Acceden a Playoffs                 |
| 2    | Lahti           | 32 | 14 | 18 | 2690 | 2826 | −136 | 46  | Acceden a Playoffs                 |
| 3    | BC Nokia        | 32 | 14 | 18 | 2591 | 2676 | −85  | 46  |                                    |
| 4    | Kobra-Basket    | 32 | 11 | 21 | 2619 | 2711 | −92  | 43  |                                    |
| 5    | UU-Korihait     | 32 | 10 | 22 | 2413 | 2785 | −372 | 42  |                                    |
| 6    | Bisons Loimaa   | 32 | 10 | 22 | 2407 | 2652 | −245 | 42  | Descenso a Koripallon I-divisioona |

 Fuente: Korisliiga

### Resultados
| Local \ Visitante | BIS   | KAT   | KOB   | KOR   | LAH     | NOK    |
| ----------------- | ----- | ----- | ----- | ----- | ------- | ------ |
| Bisons Loimaa     | —     | 83–75 | 97–85 | 76–82 | 104–102 | 90–71  |
| Joensuun Kataja   | 73–63 | —     | 85–71 | 60–76 | 73–75   | 81–92  |
| Kobra-Basket      | 82–70 | 85–58 | —     | 84–90 | 99–97   | 78–82  |
| UU-Korihait       | 82–73 | 63–79 | 93–98 | —     | 70–63   | 86–80  |
| Lahti             | 86–70 | 60–76 | 80–66 | 94–90 | —       | 106–97 |
| BC Nokia          | 86–94 | 57–65 | 88–82 | 87–92 | 78–95   | —      |

## Playoffs
Los cuartos de final y las semifinales se jugaron al mejor de tres, formato 1–1–1 con un nuevo sorteo en las semifinales. Las finales se jugaron en un formato de playoffs al mejor de siete.

### Cuadro final
|  | Cuartos de final | Cuartos de final  | Cuartos de final |                   |   | Semifinales     | Semifinales | Semifinales |   |                   | Finales       | Finales         | Finales |  |
|  |                  |                   |                  |                   |   |                 |             |             |   |                   |               |                 |         |  |
|  |                  |                   |                  |                   |   |                 |             |             |   |                   |               |                 |         |  |
|  | 1                | Karhu Basket      | 3                |                   |   |                 |             |             |   |                   |               |                 |         |  |
|  | 1                | Karhu Basket      | 3                |                   |   |                 |             |             |   |                   |               |                 |         |  |
|  | 8                | Lahti             | 0                |                   |   |                 |             |             |   |                   |               |                 |         |  |
|  | 8                | Lahti             | 0                |                   | 1 | Karhu Basket    | 4           |             |   |                   |               |                 |         |  |
|  |                  |                   |                  |                   | 1 | Karhu Basket    | 4           |             |   |                   |               |                 |         |  |
|  |                  |                   | 4                | Helsinki Seagulls | 1 |                 |             |             |   |                   |               |                 |         |  |
|  | 4                | Helsinki Seagulls | 4                | Helsinki Seagulls | 1 | 3               |             |             |   |                   |               |                 |         |  |
|  | 4                | Helsinki Seagulls |                  |                   |   |                 |             |             |   |                   |               |                 |         |  |
|  | 5                | KTP-Basket        | 0                |                   |   |                 |             |             |   |                   |               |                 |         |  |
|  | 5                | KTP-Basket        | 0                |                   |   |                 |             |             |   | 1                 | Karhu Basket  | 4               |         |  |
|  |                  |                   |                  |                   |   |                 |             |             |   | 1                 | Karhu Basket  | 4               |         |  |
|  |                  |                   | 3                | Salon Vilpas      | 1 |                 |             |             |   |                   |               |                 |         |  |
|  | 2                | Kouvot Basket     | 3                | Salon Vilpas      | 1 | 2               |             |             |   |                   |               |                 |         |  |
|  | 2                | Kouvot Basket     |                  |                   |   |                 |             |             |   |                   |               |                 |         |  |
|  | 7                | Joensuun Kataja   | 3                |                   |   |                 |             |             |   |                   |               |                 |         |  |
|  | 7                | Joensuun Kataja   | 3                |                   | 7 | Joensuun Kataja | 1           |             |   | Tercer puesto     | Tercer puesto | Tercer puesto   |         |  |
|  |                  |                   |                  |                   | 7 | Joensuun Kataja | 1           |             |   | Tercer puesto     | Tercer puesto | Tercer puesto   |         |  |
|  |                  |                   | 3                | Salon Vilpas      | 4 |                 |             |             |   |                   |               |                 |         |  |
|  | 3                | Salon Vilpas      | 3                | Salon Vilpas      | 4 | 3               |             |             | 4 | Helsinki Seagulls | 84            |                 |         |  |
|  | 3                | Salon Vilpas      |                  |                   |   |                 |             |             | 4 | Helsinki Seagulls | 84            |                 |         |  |
|  | 6                | Pyrintö           | 1                |                   |   |                 |             |             |   |                   | 7             | Joensuun Kataja | 54      |  |
|  | 6                | Pyrintö           | 1                |                   |   |                 |             |             |   |                   | 7             | Joensuun Kataja | 54      |  |
|  |                  |                   |                  |                   |   |                 |             |             |   |                   |               |                 |         |  |